# George Harrison
George Harrison (Liverpool, 25. veljače 1943. – Los Angeles, 29. studenog 2001.) bio je engleski gitarist, pjevač, skladatelj, producent, a najpoznatiji kao član Beatlesa. 

## Karijera

### Beatlesi
George Harrison je u Beatlesima svirao solo gitaru i bio je dobar gitarist te puno pridonio specifičnom zvuku Beatlesa. Njegove osebujne pjesme uvrštene u neke od albuma Beatlesa uvijek su dale ekspresivnu diskurzivnost u glazbenom stilu same grupe. Od pjesama koje je sam napisao poznatije su "Taxman", "Something", "Here Comes The Sun", "While My Guitar Gently Weeps", "Long Long Long" i "Old Brown Shoe" itd.

### Samostalna karijera
Harrisonov prvi trostruki album All Things Must Pass iz 1970. je ujedno i njegov najbolji te se uz John Lennon/Plastic Ono Band i Band on the Run Paula McCartneyja smatra jednim od najboljih solo ostvarenja članova Beatlesa nakon raspada. U tom je razdoblju imao hitove What Is Life i My Sweet Lord. Zbog ove potonje završit će na sudu zbog optužbe da je "nesvjesno kopirao" pjesmu He's So Fine grupe Chiffons. Nakon All Things Must Pass kvaliteta albuma (Living In The Material World, George Harrison) je postepeno opadala, da bi negdje početkom osamdesetih odustao od snimanja. 
Godine 1987. vratio se na scenu i top liste albumom Cloud Nine i hitom "Got My Mind Set On You". Osim toga, valja još izdvojiti albume za supergrupu Traveling Wilburys te postumni album Brainwashed iz 2002. Najpoznatije pjesme iz razdoblja solo karijere su  "My Sweet Lord", "Give Me Love", "What Is Life" iz sedamdesetih, zatim "Got My Mind Set On You", posveta vremenima Beatlesa "When We Was Fab" te pjesme napisane s Wilburysima, "Handle With Care" i "End Of The Line". Preminuo je 29. studenog 2001. u Los Angelesu.

## Diskografija
- Wonderwall Music (1968.)
- Electronic Sound (1969.)
- All Things Must Pass (1970.)
- Living in the Material World (1973.)
- Dark Horse (1974.)
- Extra Texture (Read All About It) (1975.)
- Thirty Three & 1/3 (1976.)
- George Harrison (1979.)
- Somewhere in England (1981.)
- Gone Troppo (1982.)
- Cloud Nine (1987.)
- Brainwashed (2002.)

## Vanjske poveznice
- Službena stranica (na engleskom)